# Exoma basimacula
Exoma basimacula är en insektsart som beskrevs av Wang, Chou och Yuan 2003. Exoma basimacula ingår i släktet Exoma och familjen Flatidae. Inga underarter finns listade i Catalogue of Life.